# Innenheim
Innenheim je občina v departmaju Bas-Rhin francoske regije Alzacija.
Leta 1990 je v občini živelo 840 oseb oz. 135 oseb/km².